# Henry Kirke Brown

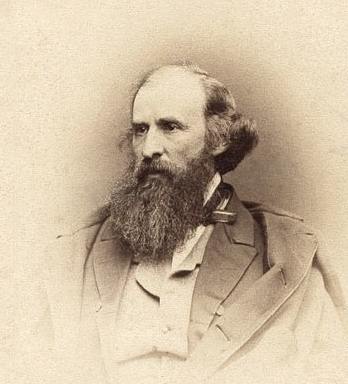
Henry Kirke Brown

Henry Kirke Brown (Leyden (Massachusetts), 24 februari 1814 – Newburgh (New York), 10 juli 1886) was een Amerikaans beeldhouwer.
Brown begon al jong met het schilderen van portretten. Hij studeerde in Boston bij schilder Chester Harding. Tussen 1836 en 1839 werkte Brown bij de spoorwegen om geld te verdienen voor verdere studie. In 1837 maakte hij zijn eerste marmeren buste. Hij werkte van 1842-1846 in Italië en keerde daarna terug naar Amerika. Zijn werken laten geen duidelijke Italiaanse invloed zien, zoals bij een aantal andere kunstenaars wel het geval was.
Brown werd bekend door zijn ruiterstandbeelden, zoals die van George Washington in New York (dat in 1856 het tweede ruiterstandbeeld in Amerika was) en van generaal Winfield Scott in Washington. Hij was een van de eersten in Amerika die zelf zijn bronzen beelden goot.

## Werken (selectie)
- De Witt Clinton Memorial, Green-Wood Cemetery, Brooklyn, 1855
- George Washington, Union Square, New York, 1856
- George Clinton, National Statuary Hall Collection, Capitool (Washington), 1873
- General Winfield Scott Memorial, Washington, 1874
- Abraham Lincoln, Prospect Park Plaza, Brooklyn, ca. 1880
- Philip Kearny, National Statuary Hall Collection, Capitool (Washington), 1888

## Galerij

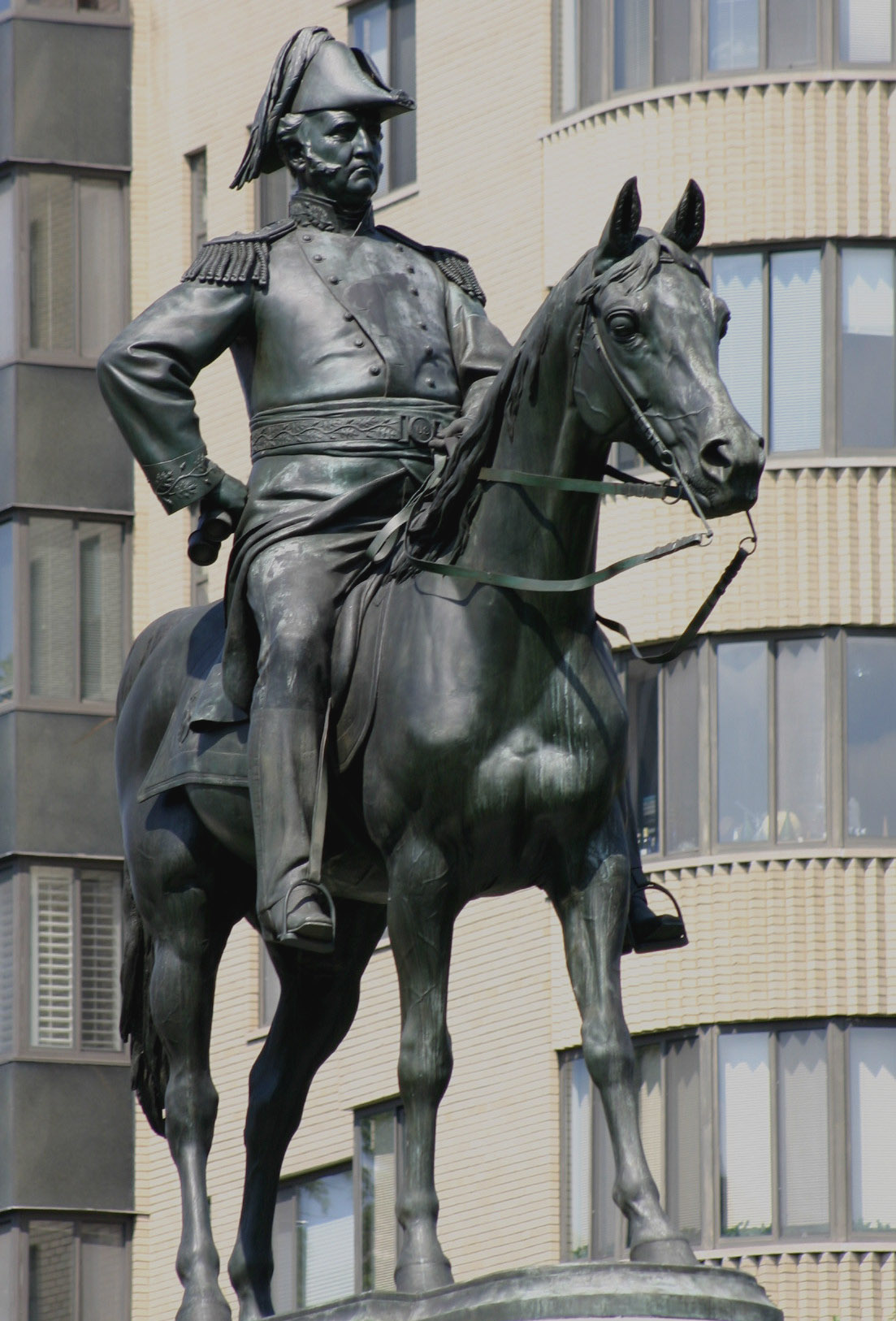
Winfield Scott Memorial
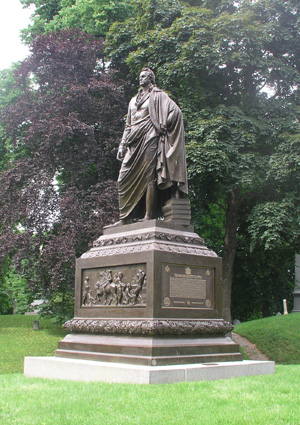
DeWitt Clinton Memorial
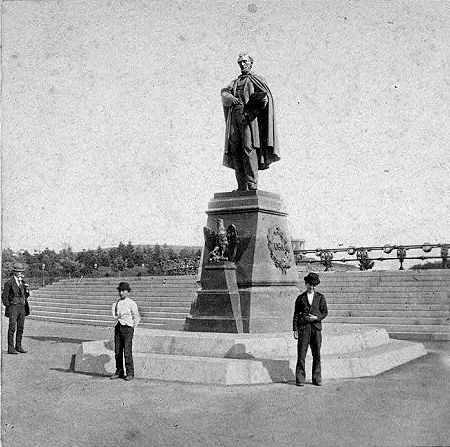
Abraham Lincoln
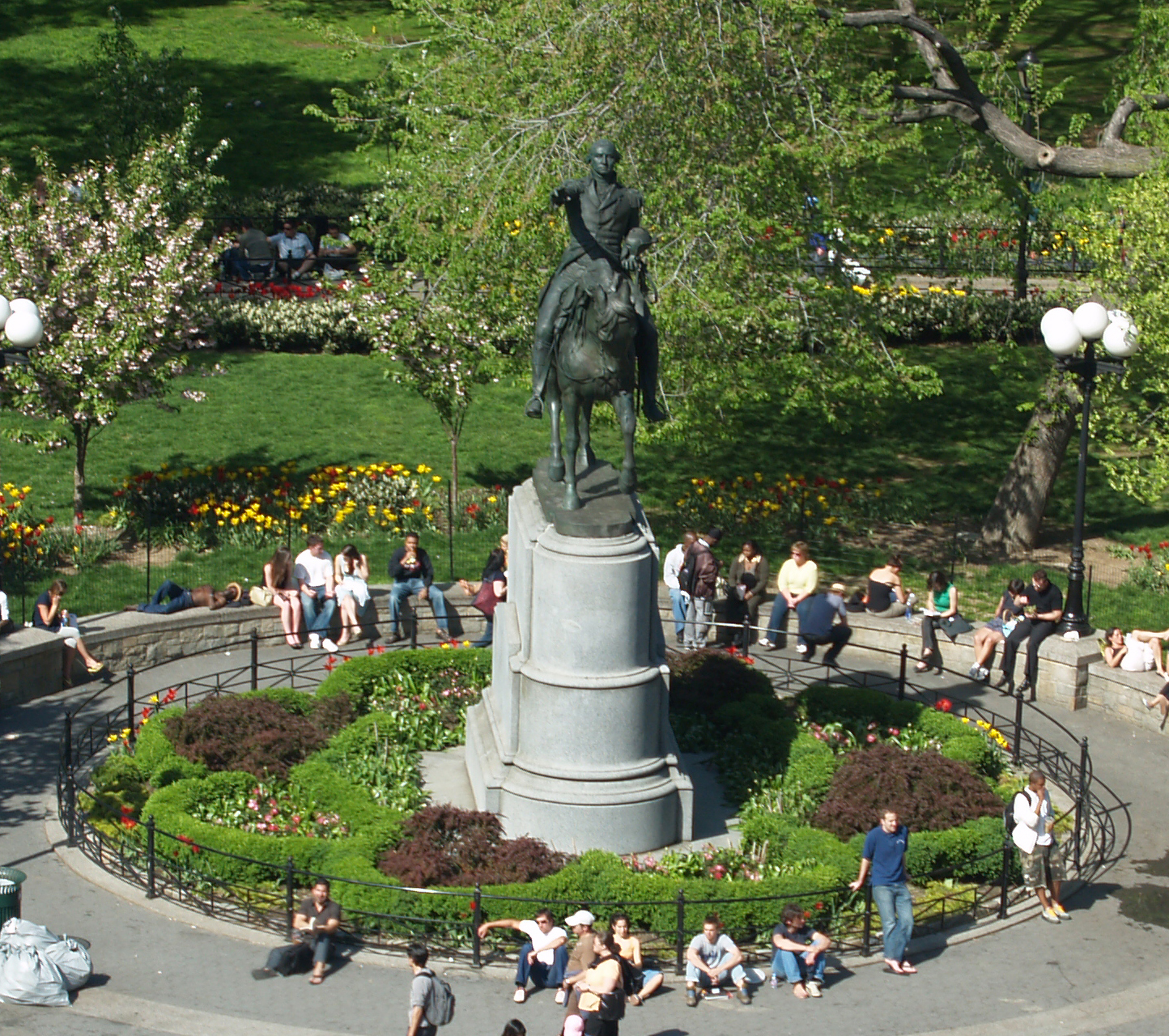
George Washington